# 레닌스카야선
레닌스카야선(러시아어: Ленинская линия)은 노보시비르스크 지하철의 노선이다. 8개 역에 길이는 10.5 km이다. 자옐촙스카야 역이 기점이며 플로샤디 마륵사 역이 종점이다. 노선색은 빨강색이다.
도시의 북서쪽과 서쪽 축으로 도시를 이등분하여 90도 회전을 하고 폐쇄된 다리로 오비 강을 건넌다. 레닌스카야 선은 본 회사의 제1호선으로 1986년 5개 역이 개통되었다. 1991년과 1992년에 두 번 연장되었지만, 재정적인 어려움으로 인하여 새로운 역의 개발이 지연되기 전에 세 개의 역이 추가되었다.

## 구간
| 구간                                 | 개통일          |
| ------------------------------------ | --------------- |
| 크라스니 프로스펙트 - 스투덴체스카야 | 1986년 1월 7일  |
| 스투덴체스카야 - 플로샤디 마륵사     | 1991년 7월 26일 |
| 크라스니 프로스펙트 - 자옐촙스카야   | 1992년 4월 2일  |

## 환승역
|   | 노선            | 환승역              |
| - | --------------- | ------------------- |
| 2 | 제르진스카야 선 | 크라스니 프로스펙트 |

## 차량
이 노선은 시의 유일한 차량기지인 옐쳅스코예 차량기지에서 운행되며, 현재 18대의 4대의 마차 81-717/714대가 이 노선에 배치되어 있다.